# Where the Water Tastes Like Wine
Where the Water Tastes Like Wine est un jeu d'aventure développé par Dim Bulb Games et Serenity Forge, et édité par Good Shepherd Entertainment. Il sort pour Linux, macOS, Microsoft Windows en février 2018. En novembre 2019, Serenity Forge annonce que Where the Water Tastes Like Wine serait également disponible sur Nintendo Switch, PlayStation 4 et Xbox One.

## Titre
« [Going] where the water tastes like wine » est un extrait de la chanson folk américaine traditionnelle « Going Down the Road Feeling Bad » (également connue sous le nom de « Lonesome Road Blues »).

## Système de jeu
Where the Water Tastes Like Wine est un jeu d'aventure narratif. Les joueurs explorent les États-Unis de l'époque de la Grande Dépression, entendent et collectent des histoires orales puis les transmettent. Les histoires sont utilisées comme une forme de progression, les personnages s'ouvrant progressivement au joueur en réponse aux histoires fournies, ce qui permet à son tour d'apprendre leurs vraies histoires. Le joueur peut acheter des marchandises pour reconstituer sa faim ou sa fatigue, l'argent étant gagné puis dépensé pour les marchandises susmentionnées, ou dans des moyens de transport plus rapides. Plusieurs moyens de transport sont disponibles, notamment la marche, l'auto-stop et le fret.

## Développement
Where the Water Tastes Like Wine est développé par Dim Bulb Games et Serenity Forge. Le jeu est publié par Good Shepherd Entertainment. Le jeu sort pour Linux, macOS et Microsoft Windows le 28 février 2018. Selon le développeur, la sortie du jeu est un désastre commercial.
Le 8 novembre 2019, Serenity Forge annonce que le jeu arriverait sur Nintendo Switch, PlayStation 4 et Xbox One le 29 novembre.

## Accueil

### Critiques
Where the Water Tastes Like Wine reçoit des critiques "mitigées ou moyennes" selon l'agrégateur de critiques de critiques Metacritic (74/100 sur PC et 69/100 sur Switch). Il reçoit néanmoins le Developers Choice Award au Festival Indiecade 2017.
Cependant, dans les mois qui suisvent sa sortie, le créateur Johnnemann Nordhagen écrit : "Je ne peux pas discuter des chiffres exacts, mais au cours des premières semaines, moins de personnes ont acheté le jeu que j'ai d'abonnés sur Twitter, et je n'en ai pas beaucoup". Il rapporte aussi être étonné que le jeu ait autant attiré la presse et remporté autant des prix avant de finalement échouer commercialement.

### Bande sonde
La bande originale de Where the Water Tastes Like Wine est saluée comme une représentation authentique de l'Americana : la compilation de 30 titres couvre le folk, le jazz, la country, le blues ou encore le bluegrass. La bande originale est publiée par le label de musique de jeux vidéo Materia Collective. Un vinyle en édition limitée est pressé par Laced Records.

### Distinctions
| Année | Récompense                                            | Catégorie                                 | Résultats  | Références |
| ----- | ----------------------------------------------------- | ----------------------------------------- | ---------- | ---------- |
| 2017  | SXSW Gamer's Voice Awards                             | Gamer's Voice (Single Player)             | Nomination | [ 11 ]     |
| 2018  | Independent Games Festival Awards                     | Excellence in Narrative                   | Nomination | ,          |
| 2019  | New York Game Awards                                  | Herman Melville Award for Best Writing    | Nomination | [ 14 ]     |
| 2019  | National Academy of Video Game Trade Reviewers Awards | Song, Original or Adapted ("White Rider") | Nomination | [ 15 ]     |
| 2019  | National Academy of Video Game Trade Reviewers Awards | Writing in a Drama                        | Nomination | [ 15 ]     |
| 2019  | SXSW Gaming Awards                                    | Matthew Crump Cultural Innovation Award   | Nomination | [ 16 ]     |
| 2019  | 2019 G.A.N.G. Awards                                  | Best Original Soundtrack Album            | Nomination | [ 17 ]     |
| 2019  | 2019 G.A.N.G. Awards                                  | Best Original Song ("Heavy Hands")        | Nomination | [ 17 ]     |